# Volo Cathay Pacific 780
Il volo Cathay Pacific 780 è stato un collegamento dall'aeroporto Internazionale Juanda di Surabaya, in Indonesia, all'aeroporto Internazionale di Hong Kong. Il 13 aprile 2010 a bordo c'erano 309 passeggeri e un equipaggio di 13 persone. Mentre il volo 780 si avvicinava a Hong Kong, l'equipaggio non riuscì a modificare la spinta dei motori. L'aereo, un Airbus A330-300, atterrò a una velocità quasi doppia rispetto a un atterraggio normale, riportando danni minori. 57 passeggeri rimasero feriti durante la successiva evacuazione con scivolo; uno di loro si ferì gravemente.
La causa dell'incidente è stata la contaminazione del carburante imbarcato a Surabaya, che ha progressivamente danneggiato entrambi i motori dell'aereo.
I due piloti australiani del volo, il comandante Malcolm Waters e il primo ufficiale David Hayhoe, che riuscirono ad atterrare in sicurezza nonostante la straordinaria sfida, vennero paragonati ai piloti Chesley Sullenberger e Jeffrey Skiles del volo US Airways 1549 dell'anno precedente (gennaio 2009). Nel marzo 2014, i due piloti del volo 780 vennero insigniti del Polaris Award dall'International Federation of Air Line Pilots' Associations per il loro eroismo e la loro abilità.
Il comandante Waters, che aveva 35 anni, lavorava per Cathay Pacific da 12 anni, mentre Hayhoe, 37 anni, lavorava per Cathay Pacific da 3 anni e in precedenza aveva prestato servizio presso la Royal Australian Air Force per 11 anni.

## L'aereo
Il velivolo coinvolto nell'incidente era un Airbus A330-300, immatricolato B-HLL, numero di serie del costruttore 244, dotato di motori Rolls-Royce Trent 700. Volò per la prima volta il 4 novembre 1998 e venne consegnato alla Cathay Pacific tre settimane dopo, il 25 novembre 1998. L'aereo era configurato per una capacità di 311 passeggeri e 13 membri dell'equipaggio, con 44 posti in classe business e 267 in classe economica. 
Dopo l'incidente venne acquistato da DVB Bank nel luglio 2011 (Arena Aviation Capital da marzo 2017) e trasferito a Dragonair (Cathay Dragon) dal 23 aprile 2012. Venne riconfigurato per una capacità di 307 passeggeri, con 42 posti in classe business e 265 posti in classe economica nel 2013 e inoltre ridipinto nella nuova livrea Cathay Dragon il 3 novembre 2017. L'aereo ebbe un altro incidente 6 anni dopo, in occasione del volo KA691 da Hong Kong a Penang dell'8 settembre 2016, con 295 passeggeri ed equipaggio a bordo, quando un furgone per le consegne aeroportuali si schiantò contro il motore sinistro dell'aereo.
L'aereo venne ritirato dal servizio il 13 agosto 2020, alla scadenza del contratto di locazione, dopo il suo ultimo volo commerciale da Pechino a Hong Kong come KA993. L'ultimo volo dell'aereo venne effettuato il 14 ottobre 2020 verso il Pinal Airpark di Marana, Arizona, via Anchorage come KA3496. L'aereo è stato demolito in loco nel novembre 2021.

## L'incidente
Il volo Cathay Pacific 780 decollò dalla pista 28 dell'aeroporto Internazionale di Juanda a Surabaya alle 08:24 ore locali (01:24 UTC). Durante la salita, il pressurimetro mostrò piccole variazioni del rapporto di pressione del motore, con il motore numero 2 che mostrava una variazione fluttuante rispetto al motore numero 1. Circa mezz'ora dopo il decollo, quando il velivolo volava ad altezza di crociera ad un livello di volo (FL) 390, l'Electronic Centralised Aircraft monitoring (ECAM) mostrò un messaggio di allerta ai piloti "ENG 2 CTL SYS FAULT". L'equipaggio contattò quindi il controllo manutenzione del dipartimento ingegneristico della compagnia (MC) e discussero sulle fluttuazioni. Visto che i parametri dell'altro motore operativo erano normali, l'equipaggio del volo e l'MC ritennero che l'anomalia fosse trascurabile e che il volo potesse continuare normalmente.
Circa due ore dopo la partenza, alle 03:16 UTC, riapparve il messaggio sull'ECAM "ENG 2 CTL SYS FAULT". Il volo contattò nuovamente l'MC per discutere sulla questione. Siccome tutti i parametri dell'altro motore risultavano normali, sia l'equipaggio che l'MC furono nuovamente d'accordo sul fatto che il volo potesse procedere normalmente fino a destinazione.
Passate altre due ore, mentre l'Airbus era in discesa verso Hong Kong, alle 05:19 UTC, a circa 203 km a sud dell'aeroporto internazionale di Hong Kong, l'ECAM del velivolo lanciò a distanza di pochi secondi due allarmi, l'"ENG 1 CTL SYS FAULT" e l'"ENG 2 STALL". Il secondo messaggio segnalava uno stallo al compressore del motore, un problema al motore potenzialmente grave. L'equipaggio eseguì di conseguenza le procedure necessarie spostando la manetta del motore numero 2 sulla posizione "idle" (spinta minima). Nel frattempo incrementarono la spinta del motore numero 1 su "Maximum Continuous Thrust" (spinta massima) per compensare la spinta affievolita dell'altro motore. Dopo queste manovre l'equipaggio dichiarò un "Pan Pan" (condizione di urgenza) al controllo del traffico aereo (ATC) di Hong Kong, richiedendo la rotta più breve possibile verso l'aeroporto e la massima priorità per l'atterraggio.
Un paio di minuti più tardi l'aereo era approssimativamente a 45 miglia nautiche (83 km) dalla pista di atterraggio e a un'altitudine di 8 000 piedi (2 400 m) quando apparve l'allarme "ENG 1 STALL" sull'ECAM. I piloti eseguirono le procedure per lo stallo al compressore del motore numero 1 e dichiararono un "Mayday" (condizione di emergenza) all'ATC. Il comandante spostò quindi le manette per provare la reazione dei motori. Durante queste operazioni, la velocità di rotazione del motore numero 1 aumentò a circa il 74% N1 mentre il motore numero 2 si mantenne al 17% N1. Dopo l'incremento del motore numero 1 al 74% le manette dei motori non ebbero più nessun effetto sulla velocità del motore.
Alle 13:43 ore locali (05:43 UTC) e 11 minuti dopo il dichiarato “Mayday”, l'equipaggio riuscì a far atterrare l'aereo sulla pista 07L dell'aeroporto Internazionale di Hong Kong ad una velocità di 230 nodi (430 km/h). Questa velocità era di 95 nodi (176 km/h) più veloce della normale velocità di atterraggio di un A330, superiore alla velocità massima consentita per l'estensione dei flap di un A330-300 e soprattutto più alta del rateo di velocità delle gomme. Dopo il contatto con la pista soltanto l'inversore di spinta del motore numero 1 funzionò e i piloti costrinsero l'aereo a fermarsi usando al massimo i freni meccanici. Il motore numero 1 rimase accelerato tra il 70% e l'80% N1 anche dopo che i piloti spensero entrambi i motori dopo aver fermato l'aereo. Cinque delle otto gomme principali dell'aeromobile scoppiarono e i vigili del fuoco affermarono che il fumo e le fiamme stavano per arrivare al carrello di atterraggio, di conseguenza il comandante ordinò una evacuazione d'emergenza dagli scivoli esterni.

## Le indagini
Gli investigatori del Civil Aviation Department di Hong Kong, del Bureau d'enquêtes et d'analyses pour la sécurité de l'aviation civile (BEA) e dell'Air Accidents Investigation Branch (AAIB) formarono una squadra di indagine per fare luce sull'incidente e sulle sue cause. Il National Transportation Safety Committee (NTSC) dell'Indonesia ed il National Transportation Safety Board (NTSB) furono anch'essi coinvolti nell'inchiesta, in rappresentanza dell'Airbus, della Rolls-Royce e della Cathay Pacific.
L'analisi dei motori rivelò che i loro sistemi di alimentazione erano contaminati da particelle sferiche. La Divisione investigativa sugli incidenti del dipartimento dell'aviazione civile di Hong Kong concluse che l'incidente era stato causato da queste particelle sferiche. Il carburante contaminato, che conteneva sfere di SAP (Super Absorbent Polymers), immesse a Surabaya, aveva causato la perdita del controllo della spinta su entrambi i motori dell'aeromobile durante l'avvicinamento ad Hong Kong. Queste sfere SAP erano state utilizzate nei monitor dei filtri installati in un distributore di carburante nell'aeroporto di Juanda.
Le particelle avevano causato il grippaggio delle principali valvole di misurazione (MMV) delle unità di misura del carburante; gli MMV erano stati trovati bloccati in posizioni corrispondenti alla potenza di spinta registrata di ciascun motore mentre si avvicinava a Hong Kong. Anche altri componenti del motore erano stati contaminati da queste particelle, tra cui il controllore a palette a statore variabile n.2; l'intero sistema di alimentazione, compresi i serbatoi di carburante dell'aeromobile, era stato trovato contaminato dalle sfere di SAP. Nell'ambito dell'inchiesta, vennero raccolti campioni di carburante presso l'aeroporto Internazionale di Juanda. Gli investigatori scoprirono che le particelle contaminanti erano presenti nei campioni di carburante. Il sistema di condutture per il rifornimento di carburante utilizzato per rifornire gli aeromobili all'aeroporto internazionale di Juanda era stato ampliato prima che l'aeromobile venisse rifornito, come parte della costruzione di nuovi parcheggi. L'inchiesta scoprì che non tutte le procedure sono state seguite quando il sistema di condutture del carburante era stato rimesso in servizio.
I risultati finali dell'indagine furono rilasciati nel luglio 2013 dal direttore generale del Dipartimento dell'Aviazione Civile della Regione Amministrativa Speciale di Hong Kong, Norman SM Lo. Qui di seguito un breve sunto dei punti centrali delle conclusioni

### Danni riportati dai passeggeri e dall'equipaggio
Delle 322 persone a bordo, di cui 309 passeggeri e 13 membri dell'equipaggio, 62 lamentarono danni esclusivamente subiti durante l'evacuazione di emergenza attraverso gli scivoli esterni dell'aereo: riportarono ferite o contusioni leggere e furono immediatamente dimessi dall'infermeria dell'aeroporto 46 passeggeri; 10 vennero trasportati in ospedale per ulteriori indagini e dimessi il giorno stesso ad eccezione di un passeggero che fu trattato in sala operatoria per una frattura scomposta a una caviglia. Sei componenti dell'equipaggio subirono piccoli traumi durante la discesa dagli scivoli e ritornarono in servizio dopo breve tempo.

### Danni riportati dall'aeromobile
La parte inferiore della gondola del motore n°1 si danneggiò nell'impatto con la pista provocando danni anche ad alcune palette della turbina causati dalla deformazione della gondola stessa. Cinque pneumatici dei carrelli esplosero e le relative valvole termiche di sicurezza rimasero fuse dal calore. Dalle analisi fatte dalla Airbus si evidenziò che il carrello sinistro e il carrello prodiero erano stati sottoposti a una pressione verticale che aveva ecceduto il limite di carico previsto durante la progettazione delle parti.

## Nella cultura di massa
Il volo Cathay Pacific 780 è stato analizzato nella puntata Discesa mortale della diciannovesima stagione del documentario Indagini ad alta quota trasmesso da National Geographic Channel.